# Pierre de Bonzi
Pierre de Bonzi, ou Pierre de Bonsi, Pierre de Bonsy, Pierre de Bonzy ou encore en italien Piero Bonsi, né à Florence le 15 avril 1631, mort à Montpellier le 11 juillet 1703,,,, est un prélat français d'origine italienne.
Dernier membre d'une lignée florentine qui occupa le siège épiscopal de Béziers près de cent ans, il fut remarqué par un autre italien, Mazarin, lors des conférences qui précédèrent la paix des Pyrénées. D'abord au service du Grand-duc de Toscane Ferdinand II de Médicis, il négocia le mariage de son fils Cosme III et de la cousine germaine de Louis XIV : Marguerite-Louise d'Orléans. Celui-ci le nomma son ambassadeur à Florence, puis à Venise. Envoyé deux fois en Pologne pour des tractations autour de l'élection du roi, sa dernière mission fut à Madrid auprès du roi d'Espagne.
Il fut récompensé de ses efforts diplomatiques par le chapeau de cardinal. Courtisan, ambitieux, peu scrupuleux, d'abord proche du surintendant Fouquet, il fut ensuite l'affidé de Colbert. Sa nomination à l'archevêché de Toulouse le rendit de facto maître des États de Languedoc, puis de droit lorsqu'il devint archevêque de Narbonne. Tout puissant dans la province grâce à ses fonctions et à ses alliances familiales, il fut plus soucieux de mener la vie d'un grand seigneur que de poursuivre l'action pastorale de ses prédécesseurs. Il eut finalement l'imprudence d'afficher publiquement sa liaison avec Mme de Ganges, ce dont profita l'intendant Bâville pour ruiner son crédit auprès de Louis XIV. Malade, de plus en plus diminué, il ne put empêcher l'exil de sa maîtresse, ni la mainmise sur le pouvoir provincial de son rival.
Saint-Simon a laissé de lui un portrait émouvant.

## Biographie

### Origines et jeunesse
Fils de Francesco, comte de Bonzi, sénateur de Florence, ministre du roi à Mantoue, et de Cristina, comtesse Riario, Pierre de Bonzi descendait par ses ancêtres maternels, Catherine Sforza et son aïeule Blanche Marie Visconti, des ducs de Milan, les Sforza et les Visconti ; en outre, les Riario étaient alliés aux Della Rovere de Savone. Probablement pour souligner cette origine prestigieuse, son blason maria à la fois les armes des Bonzi, celles des Riario et des Visconti. Ce blason se décrit ainsi : « écartelé, aux 1 et 4 d'or au chef d'azur chargé d'une quintefeuille du premier (Riario) ; aux 2 et 3 d'argent à la guivre d'azur, couronnée d'or, issante de gueules (Visconti) ; sur le tout d'azur à une roue sans jante à huit rayons d'or (Bonzi) ».
Quant à sa famille paternelle, elle accaparait l'évêché de Béziers depuis 1575. Thomas I de Bonzi, venu à la suite de Catherine de Médicis (dont le mariage avait été négocié pour son oncle le pape Clément VII par Antoine de Bonzi, évêque de Terracine) et de Laurent Strozzi, fut d'abord le vicaire général de celui-ci, puis de Julien de Médicis à Béziers ; il leur succéda en 1575. Vinrent à sa suite Jean de Bonzi (cardinal en 1611), Thomas II de Bonzi, puis Clément de Bonzi,.
Naturalisé français en avril 1637, Pierre de Bonzi fut envoyé avec sa sœur Élisabeth, auprès de son oncle Clément de Bonzi, qui se chargea de leur éducation,.

### Carrière ecclésiastique
L'ascension de Pierre de Bonzi dans les emplois ecclésiastiques est concentrée sur un temps très court, une quinzaine d'années courant entre sa consécration comme évêque de Béziers (1659) et son accession au siège de Narbonne (1673), en passant par sa nomination comme archevêque de Toulouse (1669), grand-aumônier de la reine (1670) puis au cardinalat (1672). Cette période correspond à son activité diplomatique : ces dignités viennent récompenser les efforts qu'il a déployé au service de la politique étrangère de Louis XIV.
Destiné à l'Église, il fut cependant un temps tenté par les armes : il revint en Italie pour revendiquer des biens qui avaient appartenu à sa famille, portant dans le monde le nom de baron de Castelnau. Il n'entra qu'à l'âge de vingt-quatre ans dans les ordres, sur la foi d'une prédiction ; l'année suivante il fut député à l'assemblée du clergé, où il eut la fonction de promoteur (1656),,,.
Louis XIV, alors à Saint-Jean-de-Luz à l'occasion de son mariage avec l'infante Marie-Thérèse, le nomma évêque de Béziers, le siège ayant été rendu vacant par la mort de son oncle (6 octobre 1659) : Pierre devint ainsi le cinquième et dernier membre de la famille de Bonzi à l'occuper. Le souverain lui donna aussi les abbayes que possédait son oncle, celles d'Aniane et de Saint-Sauveur de Lodève. Il ne fut sacré que le 12 décembre 1660,.

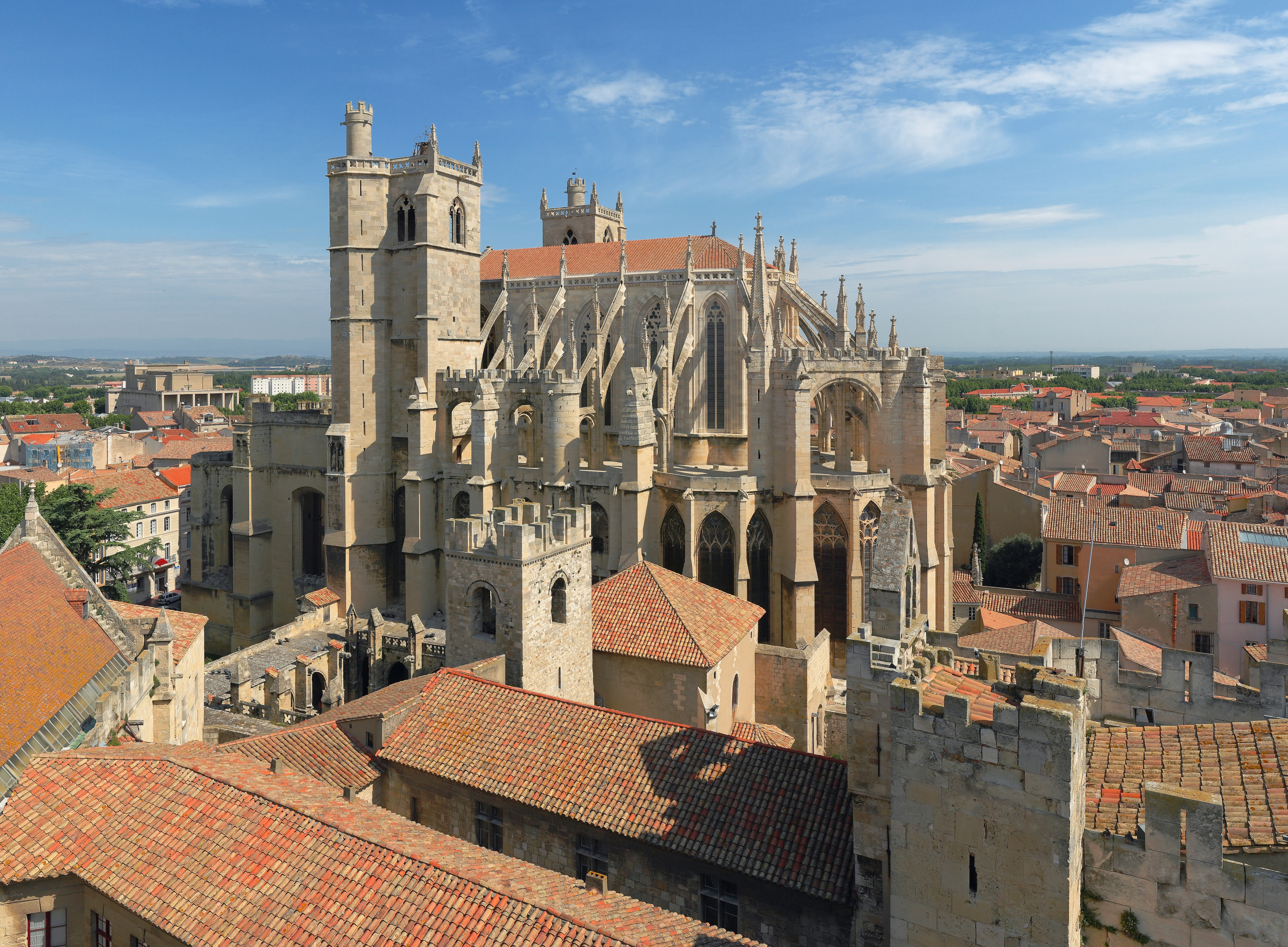
Pierre de Bonzi fut archevêque de Narbonne de 1673 à sa mort, en 1703

Le 8 décembre 1669, il fut transféré sur le siège archiépiscopal de Toulouse (il ne fit son entrée dans sa métropole que le 9 avril ou le 9 août 1672), puis sur celui de Narbonne en octobre 1673 (il prêta serment de fidélité au roi le 16 avril 1674), assumant, en conséquence, la charge de président-né des États de Languedoc,.
Pierre de Bonzi devint grand aumônier de la reine Marie-Thérèse le 1er août 1670 après la mort de l'évêque de Langres. Deux ans plus tard (22 février 1672), il fut créé cardinal-diacre par Clément X sur présentation du roi de Pologne, mais il ne reçut le chapeau que le 13 octobre 1676, après l'exaltation d'Innocent XI, au titre de Saint-Onuphre-du-Janicule, puis devint en 1689 un court moment cardinal-prêtre de Saint-Pierre-aux-Liens et la même année de Saint-Eusèbe. Il participa aux conclaves qui élurent Innocent XI, Alexandre VIII et Innocent XII mais, malade, il ne se rendit pas à celui de 1700 (Clément XI),,,.
Lors de son entrée au Sacré Collège, il se démit de l'abbaye de Saint-Sauveur de Lodève en faveur de Valentin de Bigorre. Plus tard, il obtint en commende plusieurs abbayes : Valmagne (1680) et Saint-Chaffre, qu'il céda par la suite toutes deux à son neveu, Armand Pierre de La Croix de Castries, en en conservant cependant les revenus (retentis fructibus), en 1698 pour la première, durant l'hiver 1702 - 1703 pour la seconde ; Mortemer en Normandie,.
En 1674, il acheva l'installation de deux prêtres de la doctrine chrétienne à Notre-Dame de Marceille, qui leur avait été donnée par son prédécesseur François Fouquet, pour y diriger le pèlerinage local et recevoir les ecclésiastiques en retraite spirituelle. Comme premier ecclésiastique de la province, il présida une grande cérémonie, entouré de plusieurs évêques, en mai 1681, à Castelnaudary, à l'occasion de la mise en eau du canal royal de Languedoc (canal du Midi).
Il fut nommé par Louis XIV commandeur de l'ordre du Saint-Esprit lors de la promotion du 31 décembre 1688. Il fut chargé par le pape Innocent XII en tant que commissaire du Saint-Siège, avec l'approbation du roi, de diriger l'enquête qui aboutit au démembrement du diocèse de Nîmes et à l'érection de celui d'Alès (1693 - 1694).

#### Prélat bâtisseur

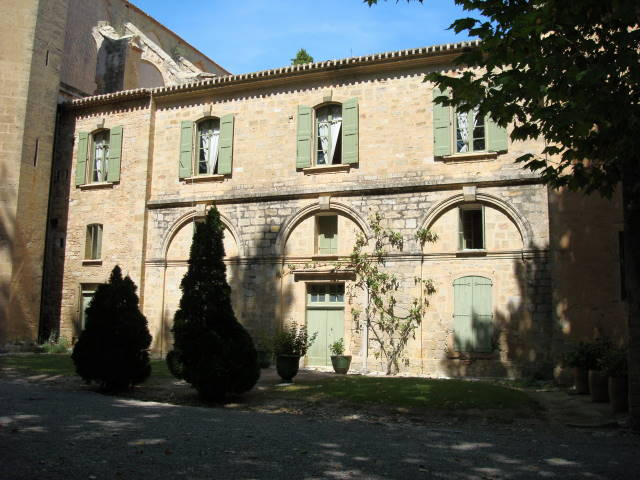
Aile ouest de l'abbaye de Valmagne, partie reconstruite par le cardinal de Bonzi

Pierre de Bonzi eut le goût des bâtiments. On lui doit notamment l'édification du palais épiscopal de Béziers, confié aux maîtres maçons et architectes Guillaume Prudhomme et Massé Sébron ; de l'hôpital général (1678) et du grand séminaire de Narbonne, ; de la nouvelle abbatiale de l'abbaye d'Aniane, dont il posa la première pierre le 28 avril 1679, fit la bénédiction et consacra le grand autel le 10 février 1688. Il fit aussi réaménager l'abbaye de Valmagne, la dotant d'un bel escalier, rehaussant d'un étage le cloître, créant un jardin à la française.
Il offrit, puis consacra le 21 mars 1695 le maître-autel de la cathédrale Saint-Just-et-Saint-Pasteur, dessiné par Hardouin-Mansart et exécuté par un sculpteur narbonnais, Lauzel ou Lancel,,.
Il proposa aux États de Languedoc lors de leur session de 1685 l'érection d'une statue équestre de Louis XIV, qui n'arrivera à Montpellier qu'en 1718, pour être placée sur l'actuelle promenade du Peyrou,,,.

### Carrière diplomatique

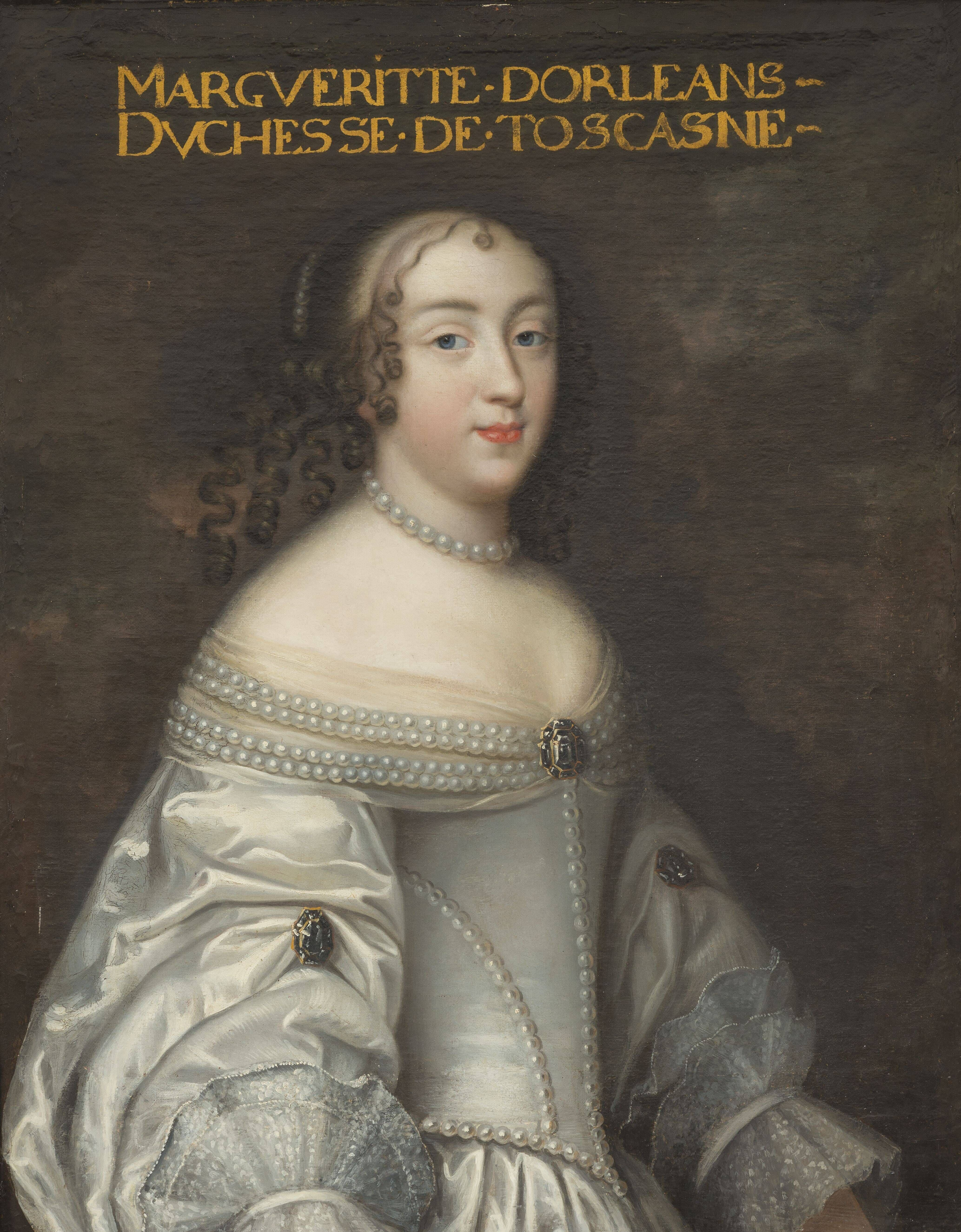
Marguerite-Louise d'Orléans, cousine germaine de Louis XIV, dont Pierre de Bonzi négocia et célébra le mariage avec Côme de Médicis

Le grand-duc de Toscane Ferdinand II de Médicis, qui, lorsque Pierre de Bonzi entra dans les ordres, lui avait donné des bénéfices, et l'avait nommé gentilhomme de sa chambre, le fit son résident auprès du roi de France (1658). C'est en cette qualité qu'il assista, en 1659, aux conférences de Saint-Jean-de-Luz et de Fontarabie pour la paix des Pyrénées, où il fut remarqué par Mazarin. Puis, en 1661, il négocia pour le grand-duc le mariage de son fils Côme de Médicis avec Marguerite-Louise d'Orléans, fille de Gaston de France, cousine germaine du roi, union qu'il célébra dans la chapelle du Louvre le 19 avril de la même année. Ayant eu son audience de congé le 23 suivant, il conduisit, cette fois à la demande de Louis XIV, la princesse à Florence où il resta jusqu'en septembre ; en même temps il fut chargé de quelques négociations à Rome pour le compte du surintendant Fouquet. Il rapporta, dans la correspondance qu'il avait avec celui-ci, l'échec de cette union qui aboutirait une quinzaine d'années plus tard au retour de Marguerite-Louise en France,,,.
Revenu en France,, il fut nommé ambassadeur par Louis XIV auprès de la république de Venise, où il demeura des derniers jours de 1662 aux premiers de 1665 : il y négocia le libre passage d'une expédition vers la Hongrie contre les Turcs,. Colbert l'a chargé d'acheter des tableaux de peintres vénitiens pour le Cabinet des tableaux du roi.
Ayant reçu ses instructions d'envoyé auprès du roi de Pologne, Pierre de Bonzi se mit en chemin en février 1665, passa par Vienne, s'arrêta à Cracovie et n'arriva à Varsovie que le 3 avril. Fatigué du pouvoir, Jean-Casimir Vasa avait manifesté son intention d'abdiquer. La reine Marie de Gonzague, princesse française, conçut le plan de faire appeler et élire en remplacement de son mari le Grand Condé ou son fils, qui avait épousé en 1663 sa nièce Anne de Bavière. Elle pensait peut-être même rendre le trône de Pologne héréditaire en faveur d'une dynastie française. Pierre de Bonzi fut chargé par la cour de France de rendre cette élection possible en réunissant un parti suffisant à la Diète. Il eut à lutter contre l'ex grand maréchal Georges Lubomirski, allié de l'Autriche et du Brandebourg, et révolté contre Jean-Casimir. Il distribua de l'argent pour soutenir la campagne militaire du roi contre Lubomirski à l'été 1665 et en agitant la possibilité de faire venir le Grand Condé à la tête d'un corps expéditionnaire, ce qui fut néanmoins rendu impossible par l'opposition de la Suède.
Il demanda son rappel en février 1666, après que Louis XIV eut décidé de renoncer à envoyer Condé et de couper les subsides à la reine, mais on le laissa en poste. Le 31 juillet, après une nouvelle campagne militaire et devant le refus définitif de Bonzi de payer une nouvelle fois l'armée royale, une trêve fut conclue entre Jean-Casimir et Lubomirski, le roi renonçant à faire changer les règles de l'élection. Pierre de Bonzi tenta alors d'acheter les suffrages de Lubomirski, avec qui il négocia sans aboutir ; l'ex grand maréchal fut cependant emporté par une attaque le 31 janvier 1667. Sous le prétexte de la menace turque, le projet d'envoyer le prince de Condé fut alors relancé, mais la reine mourut à son tour le 10 mai 1667. Peu après Louis XIV, alors engagé dans la guerre de Dévolution, désireux de se ménager l'appui du duc de Neubourg, candidat à l'élection en Pologne, décida d'abandonner Condé et ordonna à Bonzi de retarder l'abdication de Jean-Casimir (juillet 1667).
Les négociations de Pierre de Bonzi aboutirent à la signature d'un traité secret le 4 mars 1668 entre lui, Jean-Casimir et le baron de Gises, plénipotentiaire du duc de Neubourg, fixant les conditions et le moment de l'abdication du roi de Pologne. Un second acte fut signé entre l'évêque de Béziers et le roi le 16 juin, où furent détaillées les promesses au nom de Louis XIV d'attribution de bénéfices d'abbayes (et en particulier celle de Saint-Germain-des-Prés où Jean-Casimir s'éteindra) en compensation de l'abdication. Pierre de Bonzi quitta Varsovie pour regagner le France le 4 juillet 1668. C'est cette mission qui lui valut en 1666 la nomination du roi de Pologne pour le chapeau de cardinal, qu'il n'aura qu'en 1672.
Sur le point de partir en Espagne, on lui substitua Pierre de Villars et il fut renvoyé en Pologne le 15 octobre 1668 pour appuyer publiquement le duc de Neubourg, mais servir en secret Condé s'il le fallait. Saint-Simon affirme qu'il contribua à faire élire Michel Wiesnowieski.
Enfin, comme il avait été envisagé deux ans auparavant, Pierre de Bonzi fut mandaté en 1670 auprès du roi d'Espagne. Son séjour fut assez court : il fit une entrée magnifique à Madrid le 29 mars, et eut son audience de congé un peu plus d'un an après, le 27 mai 1671. Il eut notamment pour mission de s'assurer les bons offices de l'ambassadeur de l'Empereur, Eusèbe Pötting, pour obtenir la neutralité des Habsbourg d'Autriche dans la guerre qui se profilait contre les Provinces-Unies (guerre de Hollande). Malgré ses efforts, il semble bien que l'envoyé impérial n'ait jamais apprécié Pierre de Bonzi. Celui-ci s'appuya sur Jean Hérault de Gourville, agent officieux du roi en Espagne, pour subvertir des dames espagnoles, comme la marquise de La Fuente, Ana Portocarrero, et obtenir des informations sur la cour.
À son retour, Hugues de Lionne, secrétaire d'État aux Affaires étrangères, étant mort, il fut question de lui donner son portefeuille, mais il fut écarté par les autres ministres. Il n'eut pas davantage la grande aumônerie de France qu'il convoitait,.

### Pouvoir et réseaux en Languedoc

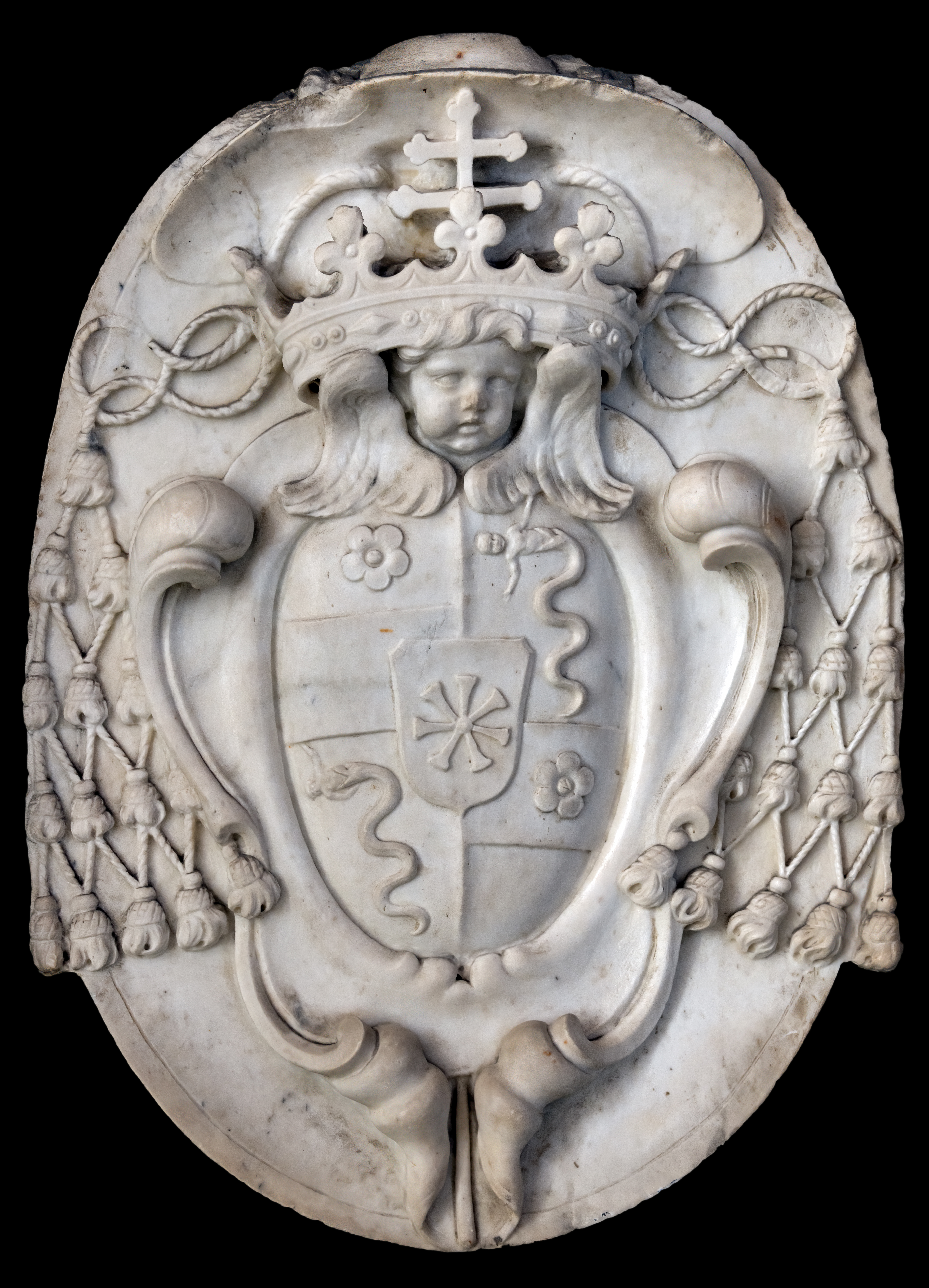
Blason du cardinal de Bonzi placé dans l'escalier du palais des archevêques de Narbonne

Sans conteste, Pierre de Bonzi fut puissant en Languedoc. D'abord par sa famille et ses alliances : évêques de Béziers depuis un siècle, il est indubitable qu'ils surent développer leur clientèle et que le cardinal de Bonzi en profita ; de plus ses sœurs épousèrent des personnages importants de la noblesse languedocienne : Élisabeth (ou Izabeau) de Bonzi (1626 - 13 novembre 1708) se maria à René Gaspard de La Croix, 1er marquis de Castries, et Marie de Bonzi au marquis de Caylus, baron des États. Ensuite, il bénéficia de la protection du grand-duc de Toscane, dont il avait été le représentant, et de la reine, dont il était le grand aumônier ; enfin, dès son accession à l'archevêché de Toulouse (1669), il prit le premier rang aux États à cause de la disgrâce du titulaire du siège de Narbonne, François Fouquet, enveloppé dans celle de son frère (1661), avant de le remplacer à sa mort (1673).
En outre, il est lié au clan Colbert ; on se rappellera que, proche du riche financier languedocien Pierre Louis Reich de Pennautier, trésorier des États et receveur général du clergé, il fut, comme lui, soupçonné d'avoir utilisé les services de la Voisin lors de l'affaire des poisons, même s'il ne fut pas directement inquiété. Néanmoins il recevra avec magnificence Louvois à Valmagne en mai 1680 sur son chemin vers les places frontières des Pyrénées.
Sa position lui permit de favoriser l'ascension de personnages comme l'abbé de Fleury, futur cardinal et Premier ministre de Louis XV.
Cependant, cette domination presque sans partage sur la province lui fut disputée vers la fin de sa vie par l'intendant du Languedoc, Nicolas de Bâville, avec lequel il eut de sérieux démêlés. Bâville, nommé en 1685, moins docile que son prédécesseur d'Aguesseau, n'aura de cesse de grignoter le pouvoir du cardinal. Il fut aidé en cela par la réprobation de Louis XIV à l'égard de la liaison de Pierre de Bonzi et de Mme de Ganges, qui finit par exiler cette dernière, et le déclin de la santé du prélat à la fin des années 1690.

### Dernières années
Atteint, selon Saint-Simon, d'épilepsie, Pierre de Bonzi s'enfonça dans la maladie : en 1700, il ne put ni se rendre au conclave qui élut Clément XI, ni assister à la session des États qui s'ouvrit en novembre,. À la fin de sa vie, Dangeau estime ses principaux revenus à 80 000 livres pour l'archevêché de Narbonne, 12 000 pour l'abbaye de Mortemer, 7 000 pour celle d'Aniane, auxquels il faut ajouter 10 000 livres pour Saint-Chaffre, ce qui lui faisait probablement, avec Valmagne, plus de 110 000 livres de rente,.
Il mourut à Montpellier le 11 juillet 1703, fut inhumé dans la chapelle de Bethléem de sa cathédrale de Narbonne, et l'on grava l'inscription suivante sur sa plaque funéraire :
PETRVS Stae ROMANAE EC(C)LESIAE : CARDINALIS BONSIVS, NARBONAE ARCHIEPISCOPVS ET PRIMVS COMITORVM OCCITANIAE GENERALIVM PRAESES NATVS REGIONvm ORDINVM COMMENDATOR OBIIT ANNO DOMINI MILLESIMO SEPTINGENTESIMO TERTIO DIE VERO VNDECIMA MENSIS IVLII MONSPELLII HORA NONA MATVTINA 1703

### Jugements sur le cardinal de Bonzi
Longtemps après sa mort, Saint-Simon, qui l'a connu et montre une certaine sympathie, le décrit ainsi : 
« C'étoit un petit homme trapu, qui avoit eu un très beau visage, à qui l'âge en avoit laissé de grands restes, avec les plus beaux yeux noirs, les plus parlants, les plus perçants, les plus lumineux, et le plus agréable regard, le plus noble et le plus spirituel que j'aie jamais vu à personne ; beaucoup d'esprit, de douceur, de politesse, de grâces, de bonté, de magnificence, avec un air uni et des manières charmantes ; supérieur à sa dignité, toujours à ses affaires, toujours prêt à obliger ; beaucoup d'adresse, de finesse, de souplesse sans friponnerie, sans mensonge et sans bassesse, beaucoup de grâces et de facilité à parler. Son commerce, à ce que j'ai ouï dire à tout ce qui a vécu avec lui, étoit délicieux, sa conversation jamais recherchée et toujours charmante ; familier avec dignité, toujours ouvert, jamais enflé de ses emplois ni de sa faveur. Avec ces qualités et un discernement fort juste, il n'est pas surprenant qu'il se soit fait aimer à la cour et dans les pays étrangers. »
Dans les siècles suivants, les historiens du Languedoc seront nettement moins enthousiastes à son sujet.
En 1877, Ernest Roschach s'indigne déjà dans l'Histoire générale de Languedoc : 
« Nos lecteurs connaissent le rôle prépondérant qu'avait le président des États, (...). Cette quasi-omnipotence fut encore outrée par Bonzi qui, pendant vingt ans environ, exerça en Languedoc une véritable royauté. Royauté, vis-à-vis des évêques, des barons, des députés du tiers & des officiers de la Province, car à l'égard du ministère, Bonzi témoignait au contraire une soumission à toute épreuve & se faisait l'instrument docile de ses volontés. Il fut un des hommes qui contribuèrent le plus à l'effacement provincial, n'étant guère qu'un commissaire du gouvernement sur le fauteuil de la présidence & n'employant son ascendant personnel, son éloquence & ses façons courtoises qu'à faire réussir les demandes de fonds faites par le roi, & n'usant de son droit de harangue à l'ouverture des assemblées que pour répéter, sous des formes d'une variété inépuisable, les louanges hyperboliques du souverain. »
Emmanuel Le Roy Ladurie écrit dans l’Histoire du Languedoc, publiée sous la direction de Philippe Wolff en 1967 : 
« Cet ecclésiastique, malin et sensuel, amateur de beaux hommes et de jolies femmes, est l'exécutant zélé des volontés du pouvoir. Mais il sait jouer de cette servilité même, pour affirmer la dignité de l'institution qu'il préside, et pour tenir la dragée haute aux agents du roi. Il laisse périr, sans un cri de compassion, les révoltés naïfs du Vivarais, dirigés par Antoine du Roure, en rébellion contre les impôts (1670). Mais il sait lasser l'intendant Bazins de Bezons par une guerre à piqûres d'épingles, le contraindre à la démission (1673). Le successeur, d'Aguesseau, s'adapte vite à la situation, et prend comme mot d'ordre, en douze années de fonction : pas d'histoire avec l'archevêque, pas de conflit avec le président des États. Cette complicité prépare la Révocation, compromis habile, cynique et sincère entre la monarchie et l'Église, entre l'État et les États : État national d'une part ; États de Languedoc d'autre part, dominés par la prélature régionale. »
Jacques Michaud, dans l’Histoire de Narbonne (1981) ajoute :
« On ne peut s'empêcher ici, tout de même, de stigmatiser sa conduite courtisane qui le portait, pour complaire à Colbert, à lui faire parvenir nombre de manuscrits de l'Église de Narbonne, « ayant autant de passion de vous plaire que j'en ay », lui assurait-il ! »

## Iconographie

### Peintures
- Robert Nanteuil, pastel, XVIIe s. Conservé à la galerie des Offices, Florence (inv. 1890, no. 2545).
- Antoine Ranc (attribué à)[Note 13], Portrait du cardinal Pierre de Bonzi, peinture, XVIIe s. Conservée au château de Castries (Hérault). Classée monument historique.
- Jean-François de Troy, Portrait de Pierre Bonzi, cardinal-archevêque de Narbonne, peinture, XVIIe s. Conservée à Montauban, au musée Ingres.
- Anonyme, Portrait de Pierre de Bonzi, archevêque de Narbonne, peinture à l'huile. Conservée au Musée d'art et d'histoire de la ville de Narbonne.

### Gravures
- Albert Clouwet, gravure.
- Larmessin, Messire Pierre de Bonzi, archevesque et primat de Narbonne ..., gravure, 1689.
- Lenfant, gravure d'après un portrait de Dieu, 1661.
- Robert Nanteuil (ou un de ses élèves), gravure d'après un pastel du même, 1678.
- Pierre Louis van Scuppen, Pierre de Bonsy, Cardinal Archevesque et Primat de Narbonne ..., gravure d'après la peinture de l'italien Bachichi, 1692[55].
- P. Simon, gravure d'après un tableau (perdu ?) de Ferdinand Voet.